# Kīchānak
Kīchānak (persiska: Kochānak, کچانک, کيچانک) är en ort i Iran.   Den ligger i provinsen Mazandaran, i den norra delen av landet, 140 km norr om huvudstaden Teheran. Antalet invånare är 574.
Terrängen runt Kīchānak är platt åt nordost, men åt sydväst är den kuperad. Runt Kīchānak är det ganska tätbefolkat, med 116 invånare per kvadratkilometer. Närmaste större samhälle är Tonekābon, 6,6 km öster om Kīchānak. I omgivningarna runt Kīchānak växer i huvudsak blandskog.